# Искакање из шина на Монпарнасу
Искакање из шина на Монпарнасу догодило се у 16:00 часова 22. октобра 1895. године када је Гранвил – Париз Експрес прегазио стајалиште на терминалу Гаре Монпарнас. Пошто је воз каснио неколико минута и машиновођа је покушавао да надокнади изгубљено време, он се пребрзо приближио станици и кочница је била неефикасна. 

## Искакање из шина
Дана 22. октобра 1895. експрес Гранвил за Париз и Монпарнас, којим је управљао Хеминс де фер де л'Оуест, састојао се од парне локомотиве бр. 721 (тип 2-4-0, француска ознака 120) која је вукла три комбија за пртљаг, поштански комби и шест путничких вагона.  Воз је напустио Гранвил на време у 08:45, али је каснио неколико минута док се приближавао терминалу Парис Монпарнас са 131 путником у њему. У настојању да надокнади изгубљено време,   воз је пришао станици брже него иначе, а када је возач покушао да притисне ваздушну кочницу, она је била неисправна или неефикасна.    Саме кочнице локомотиве биле су недовољне да зауставе воз, а локомотива је прешла скоро 30 m (98 ft) широког станичног простора, пробијајући се кроз 60 cm (24 in) дебели зид, пре него што је пала на Place de Rennes 10 m (33 ft) испод, где је стајала на носу. Жена у улици испод је погинула од пада зида, а два путника, ватрогасац, два чувара и пролазник на улици задобили су повреде.  Жена, Марие-Аугустине Агуилард, замењивала је свог мужа, продавца новина, док је он ишао по вечерње новине. 
Машиновођа је осуђен на два месеца затвора и новчану казну од 50 франака за пребрзо приближавање станици. Један од чувара је кажњен са 25 франака јер је био заокупљен папирологијом и није успео да притисне ручну кочницу.  Железничка компанија се нагодила са породицом преминуле жене, договорила школовање њено двоје мале дјеце, и предложила будуће запослење за њих.
Путнички вагони су били неоштећени и лако су уклоњени. Било је потребно 48 сати пре него што је правни процес и истрага омогућила железници да почне да уклања локомотиву. Када је локомотива стигла до железничке радионице, утврђено је да је претрпела мала оштећења. 

## Наслеђе
Олупина је остала испред станице неколико дана  и снимљено је неколико фотографија, попут оних које се приписују Студију Леви и синови,  Л. Мерсијеу,  и Хенрију Роже-Виолету. 
Фотографија Леви и синови постала је једна од најпознатијих у историји транспорта.  Фотографија, која је сада у јавном власништву, користи се као насловна страна у књизи Увод у анализу грешака Џона Тејлора.  Фотографија се налази на омотима албума за Lean Into It америчке рок групе Mr. Big  и Scrabbling at the Lock холандског рок бенда The Ex са Томом Кором, обе први пут објављене 1991. године  и албума Warranty Void If Removed из 2019. године француског извођача Диал-уп Жеремија. 
Скоро идентична железничка несрећа на истој локацији појављује се у епизоди Томас и другари из 1998. под називом „Бољи поглед за Гордона“ и као сан у роману Изум Ига Кабрета из 2007. године и његовој филмској адаптацији из 2011. године у филму Иго. Приказана је у серији стрипова Невероватне авантуре Адел Блан-Сек,  у четвртом албуму Momies en folie из 1978. године. 